# Ła-160
Ła-160 (ros. Ла-160), nazywany „Striełka” – radziecki prototypowy samolot myśliwski z napędem odrzutowym, skonstruowany w II połowie lat 40. w biurze konstrukcyjnym Ławoczkina. Pierwszy radziecki myśliwiec o skośnych skrzydłach. 

## Historia
Pierwsze odrzutowe samoloty myśliwskie, z reguły o prostych skrzydłach, osiągały prędkości nie większe, niż rzędu 900 km/h. Dalsze zwiększanie osiąganych prędkości i w perspektywie przekroczenie prędkości dźwięku, wymagało pokonania oporu falowego, rosnącego wraz ze zbliżaniem się do prędkości dźwięku. Oprócz zwiększania ciągu silników, wymagało to opracowania nowych rozwiązań aerodynamicznych, przede wszystkim zastosowania skośnych skrzydeł. Pierwsze samoloty pierwszego pokolenia radzieckich myśliwców odrzutowych (Jak-15, MiG-9, Ła-150, Ła-152) miały skrzydła proste. Pierwszym radzieckim samolotem odrzutowym o skośnych skrzydłach był „160” (Ła-160) biura konstrukcyjnego Ławoczkina – dalsze rozwinięcie samolotów „152” (Ła-152) i „156” (Ła-156). 
Prace projektowe prowadzono od 1946 w zakładzie Ławoczkina nr 301 w Chimkach. W nowym samolocie „160” (nazywanym nieoficjalnie Ła-160) zachowano redanowy układ kadłuba, tak jak w samolotach „152” i „156”, z dyszą silnika pod belką ogonową i kabiną pilota nad dyszą silnika, w okolicy środka ciężkości samolotu. Zastosowano natomiast nowe skrzydła o skosie 35°, w układzie średniopłata. Przez swój wygląd z góry, samolot otrzymał nieoficjalną nazwę „Striełka” (pol. strzałka). Zastosowano na nim także mocniejszą wersję silnika RD-10 (kopii niemieckiego Jumo 004), wyposażoną w dopalacz, zastosowany najpierw w samolocie „156”. 
Prototyp został oblatany 1 czerwca 1947 przez Iwana Fiodorowa, po czym został zaprezentowany wraz z samolotami „150” i „156” na paradzie 3 sierpnia 1947 w Tuszynie pod Moskwą. Przechodził on następnie badania w locie.
Samolot „160” osiągnął prędkość o ok. 65 km/h większą od „156”. Podczas jednego z lotów, po raz pierwszy w ZSRR przekroczył w locie nurkowym prędkość 1000 km/h, osiągając 1050 km/h (0,92 Ma). Nie wszedł do produkcji, ponieważ w tym czasie w ZSRR uzyskano dostęp do mocniejszych nowoczesnych silników brytyjskich i rozpoczęto projektowanie drugiego pokolenia myśliwców odrzutowych, przede wszystkim udanych maszyn Ła-15 i MiG-15. Wyniki prób „160” przyniosły natomiast przydatne doświadczenia w zakresie stosowania skośnych skrzydeł. 

## Opis konstrukcji
Jednosilnikowy całkowicie metalowy średniopłat, w układzie klasycznym. Skrzydła o skosie 35°. Usterzenie klasyczne, skośne. Na skrzydłach po 2 grzebienie aerodynamiczne. Z przodu kadłuba okrągły wlot powietrza do silnika. Silnik w przedniej części kadłuba, z dyszą pod kadłubem (układ redanowy). Kabina pilota blisko środka długości kadłuba, nad dyszą wylotową silnika, zakryta oszkloną kilkuczęściową osłoną o kształcie kroplowym. Podwozie samolotu trójkołowe, z pojedynczymi kołami, golenie główne chowane do skrzydeł (składane w kierunku od kadłuba), goleń przednia – do kadłuba.
Napęd: silnik turboodrzutowy ze sprężarką osiową i dopalaczem RD-10F o ciągu 1170 kg z dopalaniem. 
Uzbrojenie: 2 działka 37 mm N-37 z zapasem po 60 nabojów, w przodzie kadłuba.